# الهجوم بدبابة على سان دييغو 1995
حدث الهجوم بدبابة على سان دييغو عندما سُرقت دبابة من طراز إم-60 من قبل شاون نيلسون وقام بتحطيم السيارات في ضواحي سان دييغو .
كان نيسلون كاليفورني الأًصل وكان جندي في الجيش الأمريكي وكانت حياته غير طبيعية مما قد جلب الانتباه من قبل الجيران.
وفي وقت مبكر من عام 1995 عندما كان عمره 35 كان يعاني من مشاكل مالية وشخصية مما حعله يتعاطى المخدرات .